# Takahiro Yamanishi
Takahiro Yamanishi (født 2. april 1976) er en tidligere japansk fodboldspiller.
Han har spillet for flere forskellige klubber i sin karriere, herunder Júbilo Iwata og Shimizu S-Pulse.